# 南沙镇
南沙镇，是中华人民共和国云南省红河哈尼族彝族自治州元阳县下辖的一个乡镇级行政单位。

## 行政区划
南沙镇下辖以下地区：
南林社区、元槟社区、南沙村、五帮村、石头寨村、赛刀村、桃园村、呼山村和大沙坝村。